# Abutilon sandwicense
Abutilon sandwicense är en malvaväxtart som först beskrevs av Degener, och fick sitt nu gällande namn av Erling Christophersen. Abutilon sandwicense ingår i släktet klockmalvor, och familjen malvaväxter. IUCN kategoriserar arten globalt som akut hotad. Inga underarter finns listade i Catalogue of Life.

## Bildgalleri

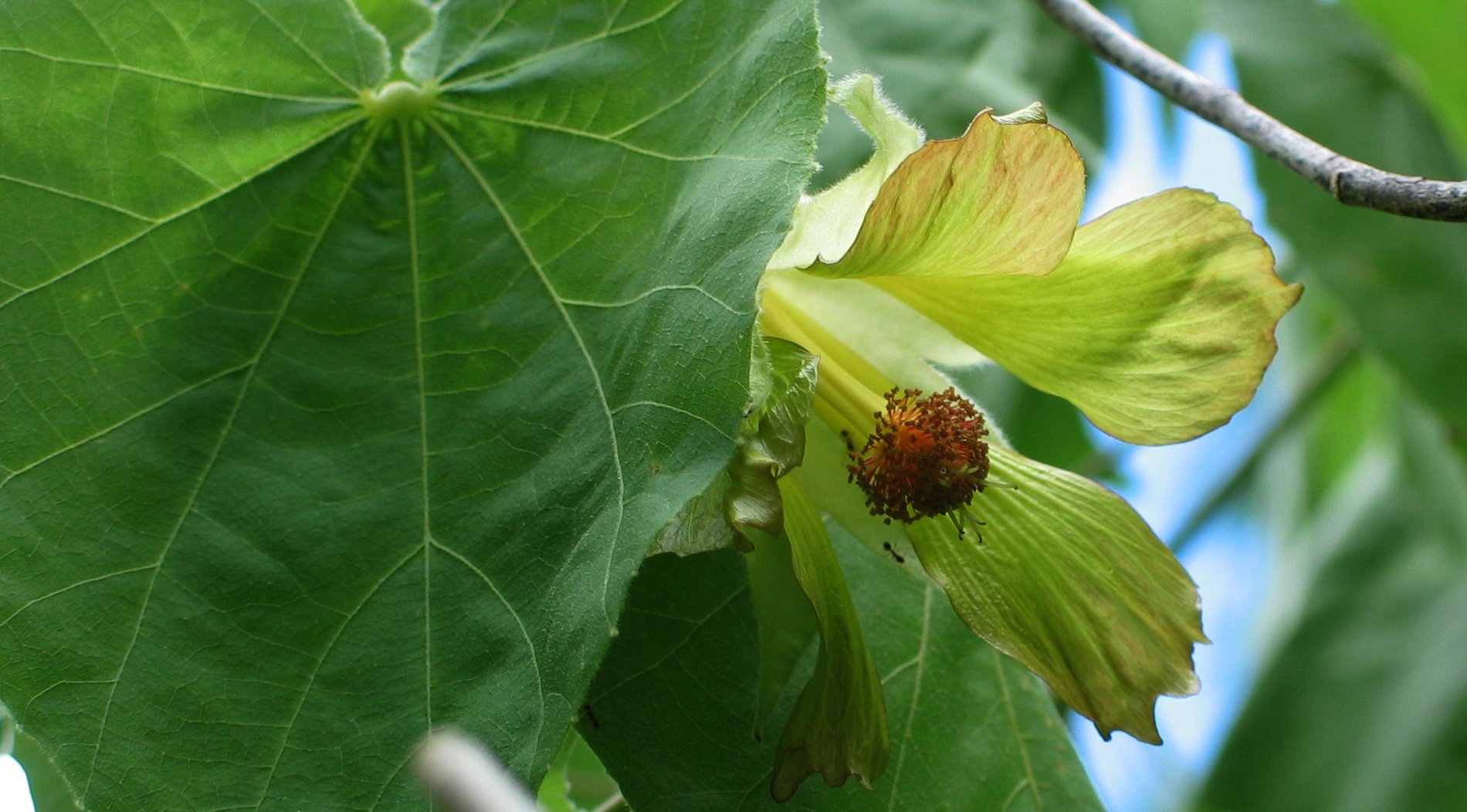
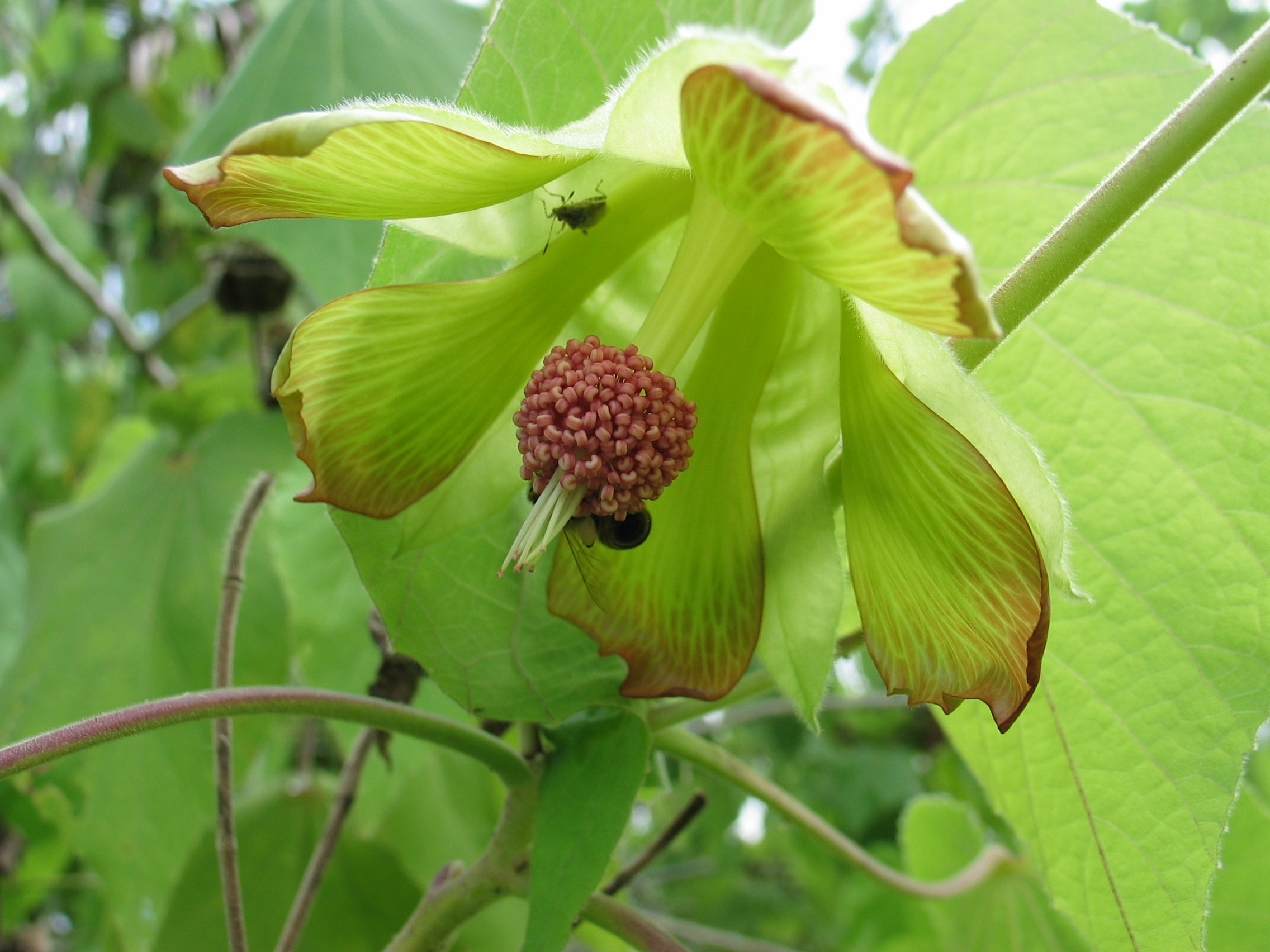
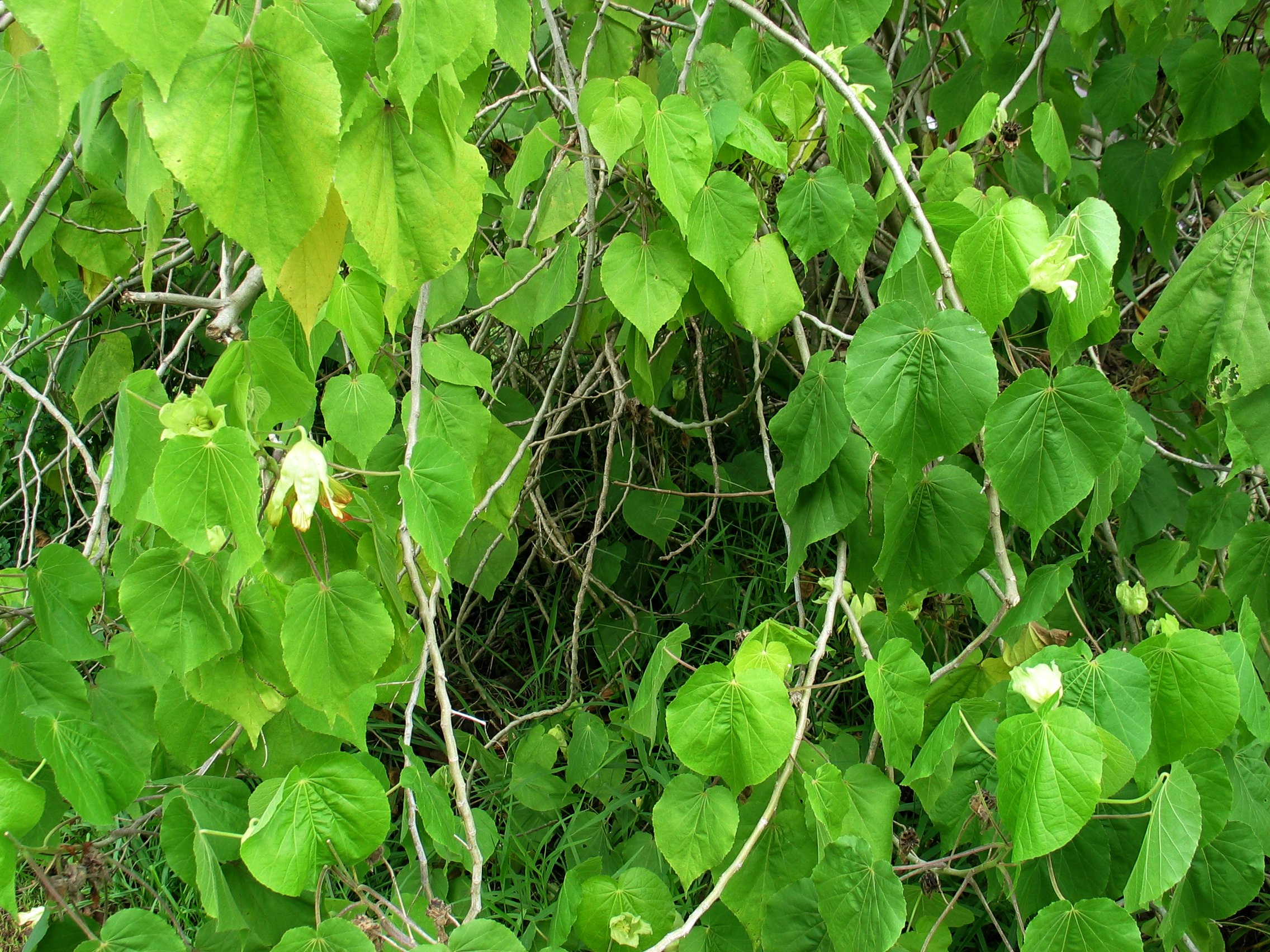
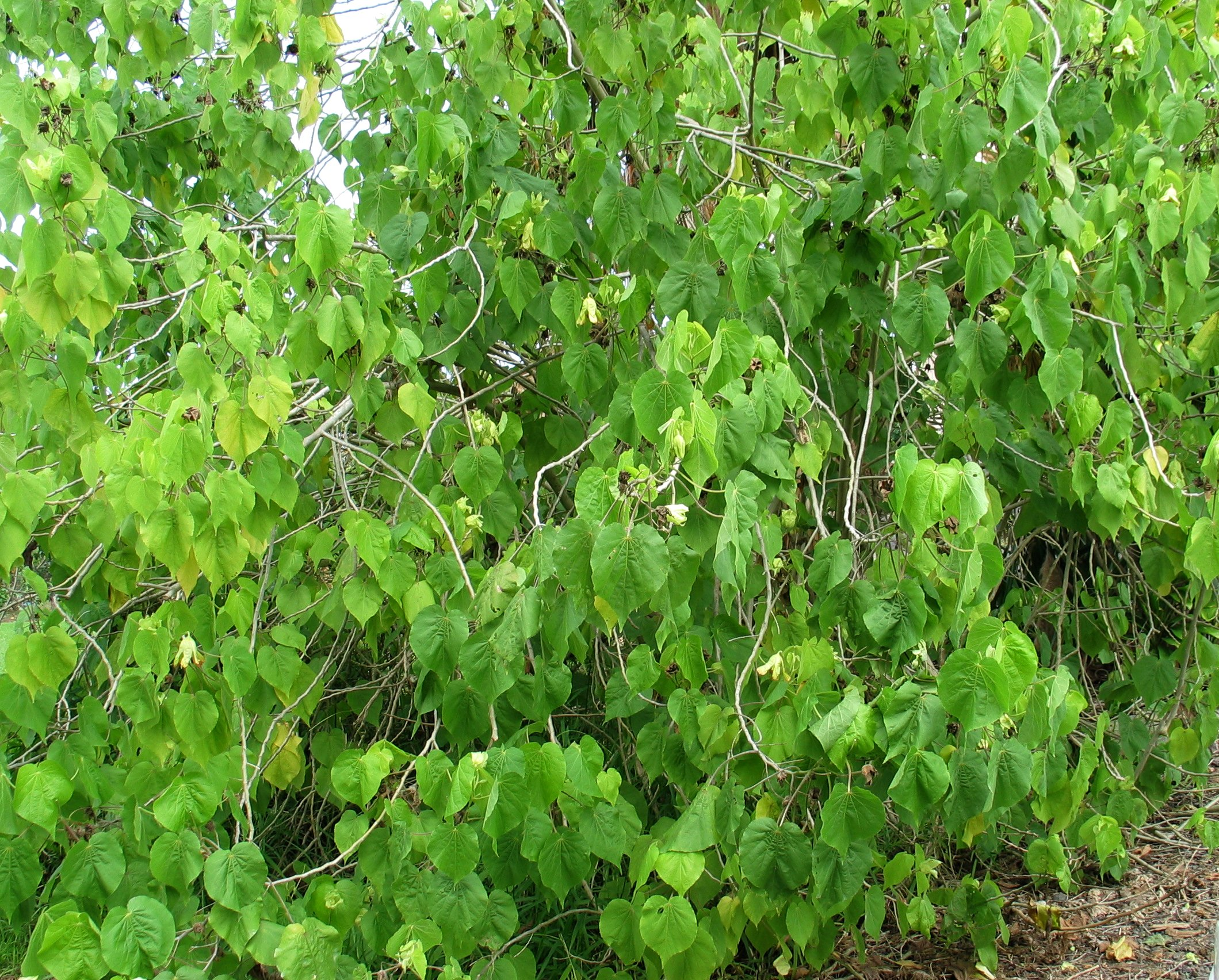
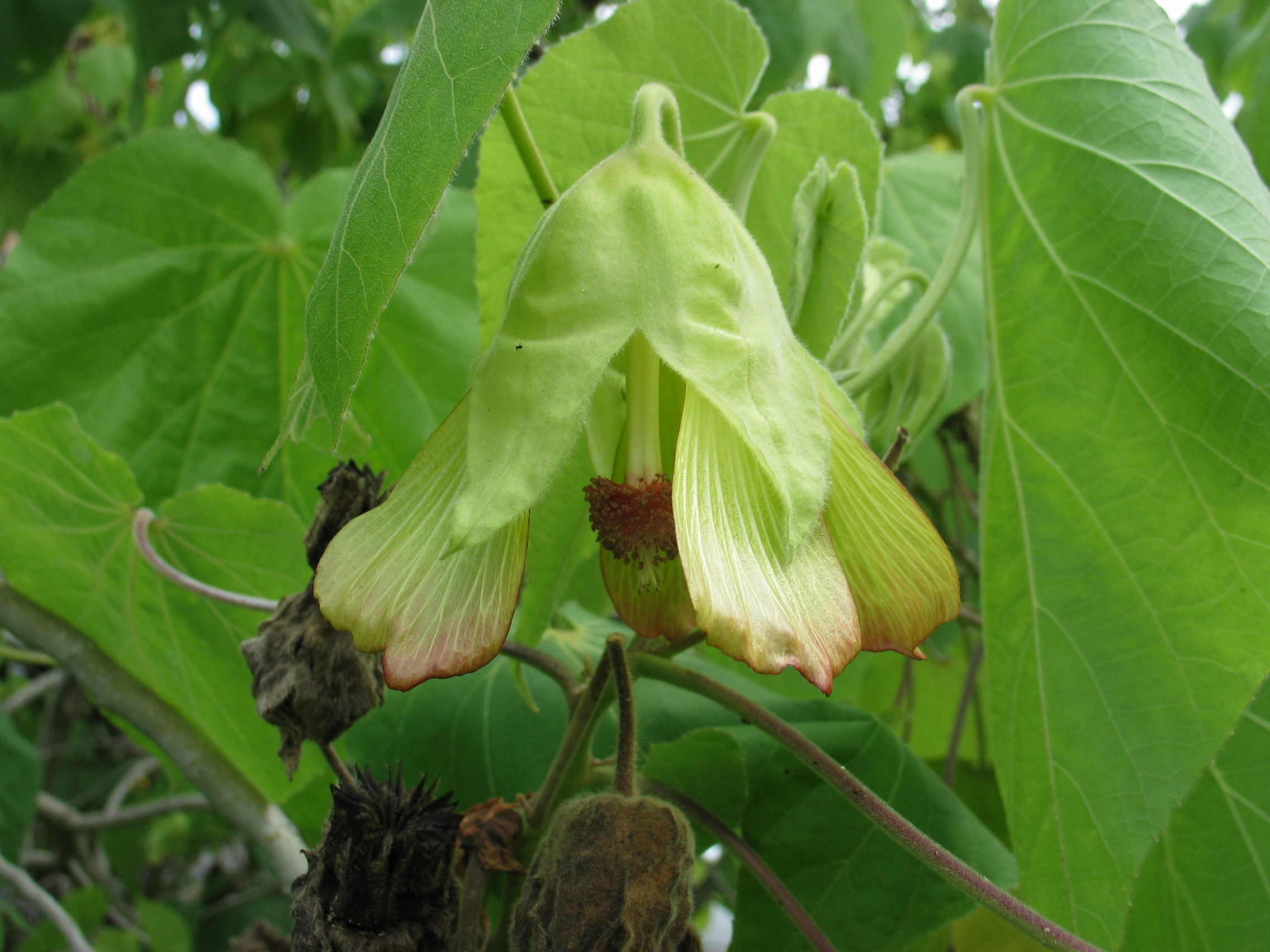
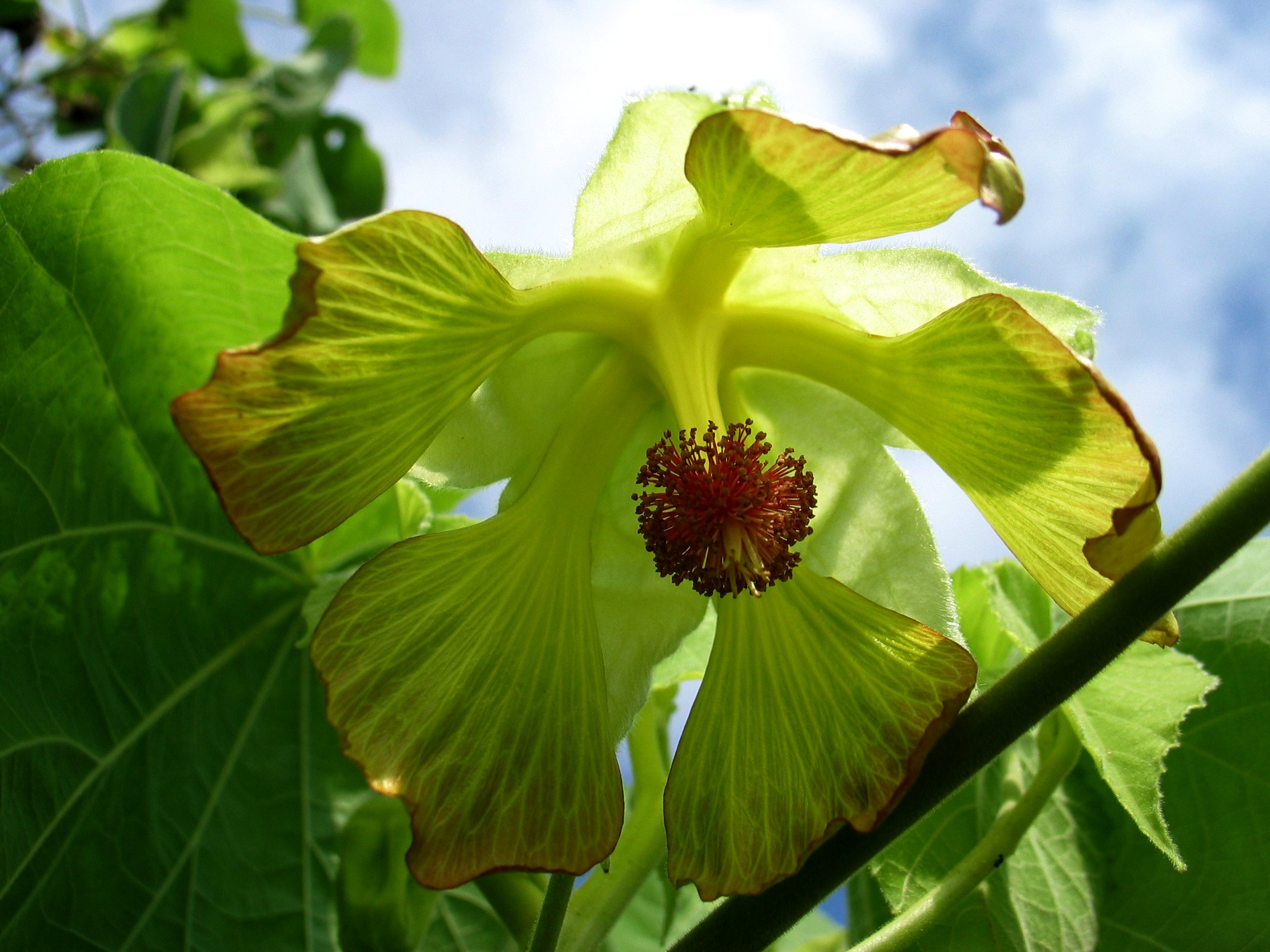